# ITM Cup 2011
ITM Cup 2011 – szósta edycja zreformowanych rozgrywek National Provincial Championship, mistrzostw nowozelandzkich prowincji w rugby union, a trzydziesta szósta ogółem. Zawody odbyły się w dniach 14 lipca – 4 września 2011 roku.
Zgodnie ze wcześniejszymi zapowiedziami po raz kolejny nastąpiła zmiana systemu przeprowadzania rozgrywek. Czternaście uczestniczących zespołów zostało rozdzielonych na dwie hierarchicznie ułożone siedmiozespołowe dywizje według wyników osiągniętych w sezonie 2010. Rywalizowały one systemem kołowym w ramach swoich grup, dodatkowo każda drużyna rozgrywała cztery spotkania z zespołami z innej dywizji. Najlepsze dwie drużyny z każdej grupy rywalizowały następnie w finale – zwycięzca Premiership triumfował w całych zawodach, zaś zwycięstwo w Championship było premiowane awansem do najwyższej klasy rozgrywkowej kosztem jej najsłabszej drużyny. Z uwagi na Puchar Świata w Rugby 2011 wyjątkowo w tym sezonie faza play-off była pozbawiona półfinałów, rozgrywano także mecze nie tylko w weekendy. Zwycięzca meczu zyskiwał cztery punkty, za remis przysługiwały dwa punkty, porażka nie była punktowana, a zdobycie przynajmniej czterech przyłożeń lub przegrana nie więcej niż siedmioma punktami premiowana była natomiast punktem bonusowym. W przypadku tej samej liczby punktów przy ustalaniu pozycji w grupie brane były pod uwagę kolejno następujące kryteria: wynik bezpośredniego meczu między zainteresowanymi drużynami, lepsza różnica punktów zdobytych i straconych we wszystkich meczach grupowych, wyższa liczba zdobytych przyłożeń, wyższa liczba zdobytych punktów, ostatecznie zaś rzut monetą. Wprowadzono również zmiany w salary cap.
Pary spotkań międzydywizyjnych ustalono w listopadzie 2010 roku. Cały terminarz został zaś ogłoszony w lutym 2011 roku ze zmianami wprowadzonymi w czerwcu tego roku.
Czwarty triumf z rzędu odnieśli zawodnicy Canterbury, po zwycięstwie w Championship awans uzyskał zaś zespół Hawke’s Bay. Najlepszym zawodnikiem tej edycji został uznany Aaron Cruden.

## Faza grupowa

### Mecze
| 14 lipca 201119:35 | Otago | 46:29 | North Harbour | Forsyth Barr Stadium, Dunedin |
| 14 lipca 201119:35 |       | 46:29 |               | Forsyth Barr Stadium, Dunedin |

| 15 lipca 201119:35 | Southland | 9:19 | Waikato | Rugby Park Stadium, Invercargill |
| 15 lipca 201119:35 |           | 9:19 |         | Rugby Park Stadium, Invercargill |

| 16 lipca 201114:35 | Manawatu | 32:23 | Hawke’s Bay | FMG Stadium, Palmerston North |
| 16 lipca 201114:35 |          | 32:23 |             | FMG Stadium, Palmerston North |

| 16 lipca 201117:35 | Northland | 19:9 | Tasman | Toll Stadium, Whangarei |
| 16 lipca 201117:35 |           | 19:9 |        | Toll Stadium, Whangarei |

| 16 lipca 201119:35 | Taranaki | 5:23 | Wellington | Yarrow Stadium, New Plymouth |
| 16 lipca 201119:35 |          | 5:23 |            | Yarrow Stadium, New Plymouth |

| 17 lipca 201114:35 | Auckland | 33:40 | Canterbury | Eden Park, Auckland |
| 17 lipca 201114:35 |          | 33:40 |            | Eden Park, Auckland |

| 17 lipca 201116:35 | Counties Manukau | 13:20 | Bay of Plenty | Growers Stadium, Pukekohe |
| 17 lipca 201116:35 |                  | 13:20 |               | Growers Stadium, Pukekohe |

| 19 lipca 201118:05 | North Harbour | 39:15 | Tasman | North Harbour Stadium, Auckland |
| 19 lipca 201118:05 |               | 39:15 |        | North Harbour Stadium, Auckland |

| 19 lipca 201120:05 | Hawke’s Bay | 29:18 | Southland | McLean Park, Napier |
| 19 lipca 201120:05 |             | 29:18 |           | McLean Park, Napier |

| 20 lipca 201117:35 | Counties Manukau | 32:25 | Manawatu | Growers Stadium, Pukekohe |
| 20 lipca 201117:35 |                  | 32:25 |          | Growers Stadium, Pukekohe |

| 20 lipca 201119:35 | Auckland | 25:32 | Otago | Eden Park, Auckland |
| 20 lipca 201119:35 |          | 25:32 |       | Eden Park, Auckland |

| 21 lipca 201119:35 | Waikato | 23:30 | Taranaki | Waikato Stadium, Hamilton |
| 21 lipca 201119:35 |         | 23:30 |          | Waikato Stadium, Hamilton |

| 23 lipca 201112:35 | Manawatu | 30:22 | Northland | FMG Stadium, Palmerston North |
| 23 lipca 201112:35 |          | 30:22 |           | FMG Stadium, Palmerston North |

| 23 lipca 201114:35 | Canterbury | 19:22 | Southland | Rugby Park, Christchurch |
| 23 lipca 201114:35 |            | 19:22 |           | Rugby Park, Christchurch |

| 23 lipca 201117:35 | Bay of Plenty | 38:17 | North Harbour | Baypark Stadium, Mount Maunganui |
| 23 lipca 201117:35 |               | 38:17 |               | Baypark Stadium, Mount Maunganui |

| 23 lipca 201119:35 | Wellington | 17:21 | Auckland | Westpac Stadium, Wellington |
| 23 lipca 201119:35 |            | 17:21 |          | Westpac Stadium, Wellington |

| 24 lipca 201114:35 | Hawke’s Bay | 27:13 | Otago | McLean Park, Napier |
| 24 lipca 201114:35 |             | 27:13 |       | McLean Park, Napier |

| 24 lipca 201116:35 | Tasman | 23:32 | Counties Manukau | Lansdowne Park, Blenheim |
| 24 lipca 201116:35 |        | 23:32 |                  | Lansdowne Park, Blenheim |

| 26 lipca 201119:35 | Bay of Plenty | 36:8 | Waikato | Rotorua International Stadium, Rotorua |
| 26 lipca 201119:35 |               | 36:8 |         | Rotorua International Stadium, Rotorua |

| 27 lipca 201118:05 | Wellington | 37:28 | Canterbury | Westpac Stadium, Wellington |
| 27 lipca 201118:05 |            | 37:28 |            | Westpac Stadium, Wellington |

| 27 lipca 201120:05 | Northland | 16:23 | Taranaki | Toll Stadium, Whangarei |
| 27 lipca 201120:05 |           | 16:23 |          | Toll Stadium, Whangarei |

| 28 lipca 201119:35 | North Harbour | 10:39 | Hawke’s Bay | North Harbour Stadium, Auckland |
| 28 lipca 201119:35 |               | 10:39 |             | North Harbour Stadium, Auckland |

| 29 lipca 201118:05 | Southland | 22:14 | Counties Manukau | Rugby Park Stadium, Invercargill |
| 29 lipca 201118:05 |           | 22:14 |                  | Rugby Park Stadium, Invercargill |

| 29 lipca 201120:05 | Waikato | 35:6 | Tasman | Waikato Stadium, Hamilton |
| 29 lipca 201120:05 |         | 35:6 |        | Waikato Stadium, Hamilton |

| 30 lipca 201114:35 | Canterbury | 42:15 | Manawatu | Rugby Park, Christchurch |
| 30 lipca 201114:35 |            | 42:15 |          | Rugby Park, Christchurch |

| 30 lipca 201116:35 | Northland | 20:17 | Otago | Toll Stadium, Whangarei |
| 30 lipca 201116:35 |           | 20:17 |       | Toll Stadium, Whangarei |

| 31 lipca 201114:35 | Taranaki | 39:11 | Auckland | Yarrow Stadium, New Plymouth |
| 31 lipca 201114:35 |          | 39:11 |          | Yarrow Stadium, New Plymouth |

| 31 lipca 201116:35 | Bay of Plenty | 32:0 | Wellington | Baypark Stadium, Mount Maunganui |
| 31 lipca 201116:35 |               | 32:0 |            | Baypark Stadium, Mount Maunganui |

| 2 sierpnia 201118:05 | Hawke’s Bay | 19:21 | Tasman | McLean Park, Napier |
| 2 sierpnia 201118:05 |             | 19:21 |        | McLean Park, Napier |

| 2 sierpnia 201120:05 | Manawatu | 32:21 | North Harbour | FMG Stadium, Palmerston North |
| 2 sierpnia 201120:05 |          | 32:21 |               | FMG Stadium, Palmerston North |

| 3 sierpnia 201117:35 | Otago | 30:14 | Counties Manukau | Forsyth Barr Stadium, Dunedin |
| 3 sierpnia 201117:35 |       | 30:14 |                  | Forsyth Barr Stadium, Dunedin |

| 3 sierpnia 201119:35 | Auckland | 39:26 | Southland | Eden Park, Auckland |
| 3 sierpnia 201119:35 |          | 39:26 |           | Eden Park, Auckland |

| 4 sierpnia 201119:35 | Northland | 30:23 | Bay of Plenty | Toll Stadium, Whangarei |
| 4 sierpnia 201119:35 |           | 30:23 |               | Toll Stadium, Whangarei |

| 5 sierpnia 201118:05 | Tasman | 32:36 | Canterbury | Lansdowne Park, Blenheim |
| 5 sierpnia 201118:05 |        | 32:36 |            | Lansdowne Park, Blenheim |

| 5 sierpnia 201120:05 | Hawke’s Bay | 40:20 | Wellington | McLean Park, Napier |
| 5 sierpnia 201120:05 |             | 40:20 |            | McLean Park, Napier |

| 6 sierpnia 201114:35 | Otago | 12:19 | Southland | Forsyth Barr Stadium, Dunedin |
| 6 sierpnia 201114:35 |       | 12:19 |           | Forsyth Barr Stadium, Dunedin |

| 6 sierpnia 201116:35 | Manawatu | 15:10 | Taranaki | FMG Stadium, Palmerston North |
| 6 sierpnia 201116:35 |          | 15:10 |          | FMG Stadium, Palmerston North |

| 7 sierpnia 201114:35 | Counties Manukau | 15:22 | Waikato | Growers Stadium, Pukekohe |
| 7 sierpnia 201114:35 |                  | 15:22 |         | Growers Stadium, Pukekohe |

| 7 sierpnia 201116:35 | North Harbour | 13:29 | Auckland | North Harbour Stadium, Auckland |
| 7 sierpnia 201116:35 |               | 13:29 |          | North Harbour Stadium, Auckland |

| 9 sierpnia 201119:35 | Taranaki | 39:33 | Bay of Plenty | Yarrow Stadium, New Plymouth |
| 9 sierpnia 201119:35 |          | 39:33 |               | Yarrow Stadium, New Plymouth |

| 10 sierpnia 201114:35 | Canterbury | 13:27 | Waikato | Rugby Park, Christchurch |
| 10 sierpnia 201114:35 |            | 13:27 |         | Rugby Park, Christchurch |

| 10 sierpnia 201119:35 | Wellington | 43:19 | Northland | Westpac Stadium, Wellington |
| 10 sierpnia 201119:35 |            | 43:19 |           | Westpac Stadium, Wellington |

| 11 sierpnia 201119:35 | Auckland | 25:22 | Counties Manukau | Eden Park, Auckland |
| 11 sierpnia 201119:35 |          | 25:22 |                  | Eden Park, Auckland |

| 12 sierpnia 201119:35 | Taranaki | 26:23 | Tasman | Yarrow Stadium, New Plymouth |
| 12 sierpnia 201119:35 |          | 26:23 |        | Yarrow Stadium, New Plymouth |

| 13 sierpnia 201114:35 | Southland | 25:23 | North Harbour | Rugby Park Stadium, Invercargill |
| 13 sierpnia 201114:35 |           | 25:23 |               | Rugby Park Stadium, Invercargill |

| 13 sierpnia 201117:35 | Bay of Plenty | 13:32 | Hawke’s Bay | Rotorua International Stadium, Rotorua |
| 13 sierpnia 201117:35 |               | 13:32 |             | Rotorua International Stadium, Rotorua |

| 13 sierpnia 201119:35 | Wellington | 25:31 | Manawatu | Westpac Stadium, Wellington |
| 13 sierpnia 201119:35 |            | 25:31 |          | Westpac Stadium, Wellington |

| 14 sierpnia 201114:35 | Canterbury | 28:13 | Northland | Rugby Park, Christchurch |
| 14 sierpnia 201114:35 |            | 28:13 |           | Rugby Park, Christchurch |

| 14 sierpnia 201116:35 | Waikato | 25:10 | Otago | Waikato Stadium, Hamilton |
| 14 sierpnia 201116:35 |         | 25:10 |       | Waikato Stadium, Hamilton |

| 16 sierpnia 201119:35 | Tasman | 30:28 | Auckland | Trafalgar Park, Nelson |
| 16 sierpnia 201119:35 |        | 30:28 |          | Trafalgar Park, Nelson |

| 17 sierpnia 201118:05 | Counties Manukau | 40:32 | North Harbour | Growers Stadium, Pukekohe |
| 17 sierpnia 201118:05 |                  | 40:32 |               | Growers Stadium, Pukekohe |

| 18 sierpnia 201119:35 | Wellington | 30:25 | Southland | Westpac Stadium, Wellington |
| 18 sierpnia 201119:35 |            | 30:25 |           | Westpac Stadium, Wellington |

| 20 sierpnia 201112:35 | Canterbury | 27:0 | Taranaki | Rugby Park, Christchurch |
| 20 sierpnia 201112:35 |            | 27:0 |          | Rugby Park, Christchurch |

| 20 sierpnia 201114:35 | Auckland | 25:16 | Bay of Plenty | Eden Park, Auckland |
| 20 sierpnia 201114:35 |          | 25:16 |               | Eden Park, Auckland |

| 20 sierpnia 201117:35 | North Harbour | 33:26 | Northland | North Harbour Stadium, Auckland |
| 20 sierpnia 201117:35 |               | 33:26 |           | North Harbour Stadium, Auckland |

| 20 sierpnia 201119:35 | Manawatu | 54:20 | Waikato | FMG Stadium, Palmerston North |
| 20 sierpnia 201119:35 |          | 54:20 |         | FMG Stadium, Palmerston North |

| 21 sierpnia 201114:35 | Tasman | 16:19 | Otago | Trafalgar Park, Nelson |
| 21 sierpnia 201114:35 |        | 16:19 |       | Trafalgar Park, Nelson |

| 21 sierpnia 201116:35 | Hawke’s Bay | 44:14 | Counties Manukau | McLean Park, Napier |
| 21 sierpnia 201116:35 |             | 44:14 |                  | McLean Park, Napier |

| 23 sierpnia 201118:05 | Waikato | 31:27 | Wellington | Waikato Stadium, Hamilton |
| 23 sierpnia 201118:05 |         | 31:27 |            | Waikato Stadium, Hamilton |

| 23 sierpnia 201120:05 | Bay of Plenty | 35:31 | Canterbury | Baypark Stadium, Mount Maunganui |
| 23 sierpnia 201120:05 |               | 35:31 |            | Baypark Stadium, Mount Maunganui |

| 24 sierpnia 201118:05 | Northland | 45:34 | Hawke’s Bay | Toll Stadium, Whangarei |
| 24 sierpnia 201118:05 |           | 45:34 |             | Toll Stadium, Whangarei |

| 24 sierpnia 201120:05 | Southland | 12:15 | Taranaki | Rugby Park Stadium, Invercargill |
| 24 sierpnia 201120:05 |           | 12:15 |          | Rugby Park Stadium, Invercargill |

| 25 sierpnia 201119:35 | Tasman | 23:27 | Manawatu | Trafalgar Park, Nelson |
| 25 sierpnia 201119:35 |        | 23:27 |          | Trafalgar Park, Nelson |

| 26 sierpnia 201119:35 | North Harbour | 28:29 | Wellington | North Harbour Stadium, Auckland |
| 26 sierpnia 201119:35 |               | 28:29 |            | North Harbour Stadium, Auckland |

| 27 sierpnia 201114:35 | Waikato | 26:19 | Auckland | Waikato Stadium, Hamilton |
| 27 sierpnia 201114:35 |         | 26:19 |          | Waikato Stadium, Hamilton |

| 27 sierpnia 201116:35 | Counties Manukau | 39:19 | Northland | Growers Stadium, Pukekohe |
| 27 sierpnia 201116:35 |                  | 39:19 |           | Growers Stadium, Pukekohe |

| 27 sierpnia 201118:35 | Otago | 16:29 | Canterbury | Forsyth Barr Stadium, Dunedin |
| 27 sierpnia 201118:35 |       | 16:29 |            | Forsyth Barr Stadium, Dunedin |

| 28 sierpnia 201114:35 | Southland | 17:29 | Bay of Plenty | Rugby Park Stadium, Invercargill |
| 28 sierpnia 201114:35 |           | 17:29 |               | Rugby Park Stadium, Invercargill |

| 28 sierpnia 201116:35 | Taranaki | 29:11 | Hawke’s Bay | Yarrow Stadium, New Plymouth |
| 28 sierpnia 201116:35 |          | 29:11 |             | Yarrow Stadium, New Plymouth |

| 30 sierpnia 201119:35 | Otago | 28:20 | Manawatu | Forsyth Barr Stadium, Dunedin |
| 30 sierpnia 201119:35 |       | 28:20 |          | Forsyth Barr Stadium, Dunedin |

## Faza pucharowa

### Premiership
| 3 września 201119:35 | Waikato | 3:12(3:9) | Canterbury | Waikato Stadium, Hamilton Sędzia: Garratt Williamson |
| 3 września 201119:35 |         | 3:12(3:9) |            | Waikato Stadium, Hamilton Sędzia: Garratt Williamson |

### Championship
| 4 września 201117:30 | Manawatu | 30:35(17:22) | Hawke’s Bay | FMG Stadium, Palmerston North Widzów: 13 000 Sędzia: Glen Jackson |
| 4 września 201117:30 |          | 30:35(17:22) |             | FMG Stadium, Palmerston North Widzów: 13 000 Sędzia: Glen Jackson |